# Тюмень (женский волейбольный клуб)
Тюме́нь — российская женская волейбольная команда из одноимённого города.

## История названий
- 2003—2005 — МКТ[1]-«Университет»
- 2005—2009 — МКТ
- 2009—2020 — Тюмень-ТюмГУ[2]

## История
В 2003 году была образована команда МКТ-«Университет». В своём дебютном сезоне тюменские волейболистки выиграли турнир команд второй лиги (первенство Уральской зональной ассоциации). В сезоне 2004—2005 команда вышла победителем уже чемпионата России высшей лиги «Б» (зона «Сибирь-Дальний Восток»). С сезона 2005—2006 МКТ (с 2009 — «Тюмень»-ТюмГУ) выступает в высшей лиге «А» российского первенства.
В чемпионате России 2010/2011 «Тюмень»-ТюмГУ заняла 2-е место в объединённой высшей лиге «А» и получила путёвку в суперлигу.
В межсезонье в связи с выходом команды в суперлигу состав был подвергнут коренным изменениям. Из игроков прошлого сезона остались 6 волейболисток: Елена Литовченко, Елена Будылина, Маргарита Чачина,  Юлия Стенькина, Анастасия Ярыгина и Ольга Эргардт. Новичками команды стали: Мария Брунцева («Протон»), Ксения Бондарь (Наумова) («Заречье-Одинцово»), Анна Климакова («Белосток» Польша), Елена Сенникова, Татьяна Алейникова (обе — «Автодор-Метар»), испанка Мария Исабель Фернандес Конде («Игтисадчи» Азербайджан), Наталья Майорова («Обнинск»), Мария Ивонькина («Луч»). Главным тренером назначен бывший наставник «Самородка» Игорь Гайдабура. В дебютном сезоне в главном волейбольном дивизионе страны для «Тюмени»-ТюмГУ была поставлена задача сохранения места в суперлига, чего команда из Тюмени и добилась, став в итоге 9-й.
В следующем сезоне (2012/2013) состав, усиленный двумя чемпионками мира 2006 Мариной Бабешиной (Шешениной) и Ольгой Житовой, а также Анной Сотниковой и двумя сербскими волейболистками М. Топич и М. Балчич, до последнего тура претендовал на 7-е место, дающее возможность играть в четвертьфинале со второй командой по итогам предварительного этапа, но осечка в последнем туре в игре против «Факела» свела тюменскую команду в играх на вылет с «Динамо-Казань». Несмотря на отчаянное сопротивление «Тюмени», в следующий раунд предсказуемо вышел действующий чемпион России.
В сезоне 2013/14 команда показала лучший свой результат — 7-е место в суперлиге, а уже вскоре после окончания чемпионата руководством клуба было объявлено, что на следующий розыгрыш суперлиги «Тюмень-ТюмГУ» по финансовым причинам заявлена не будет. Поначалу предполагалось, что команда примет старт в высшей лиге «А», но в сентябре было принято решение о её переводе в ещё более низкий дивизион — высшую лигу «Б». Все игроки основного состава покинули клуб.
Итогом выступления тюменской команды в высшей лиге «Б» стало 6-е место. Тем не менее в августе 2015 года стало известно, что из-за снятия большого количества команд с турнира в высшей лиге «А» директоратом проведения соревнований Всероссийской федерации волейбола было предложено вакантное место в этой лиге «Тюмени-ТюмГУ». Руководство тюменского клуба воспользовалось этим предложением и в сезоне 2015—2016 тюменская команда стартовала во втором по значимости дивизионе женского российского волейбола.

## Результаты в чемпионатах России
| Сезон   | Лига                                  | Место |
| ------- | ------------------------------------- | ----- |
| 2004/05 | Высшая лига Б (Сибирь-Дальний Восток) | 1     |
| 2005/06 | Высшая лига А (Сибирь-Дальний Восток) | 10    |
| 2006/07 | Высшая лига А (Сибирь-Дальний Восток) | 8     |
| 2007/08 | Высшая лига А (Сибирь-Дальний Восток) | 8     |
| 2008/09 | Высшая лига А (Сибирь-Дальний Восток) | 7     |
| 2009/10 | Высшая лига А                         | 4     |
| 2010/11 | Высшая лига А                         | 2     |
| 2011/12 | Суперлига                             | 9     |
| 2012/13 | Суперлига                             | 8     |
| 2013/14 | Суперлига                             | 7     |
| 2014/15 | Высшая лига Б                         | 6     |
| 2015/16 | Высшая лига А                         | 8     |
| 2016/17 | Высшая лига А                         | 9     |
| 2017/18 | Высшая лига А                         | 8     |
| 2018/19 | Высшая лига А                         | 8     |
| 2019/20 | Высшая лига А                         | 9     |
| 2020/21 | Высшая лига А                         | 5     |
| 2021/22 | Высшая лига А                         | 5     |
| 2022/23 | Высшая лига А                         | 8     |
| 2023/24 | Высшая лига А                         | 12    |
| 2024/25 | Высшая лига А                         | 10    |

## Достижения
- 7-е место в чемпионате России среди команд суперлиги — 2014.

## Волейбольный клуб «Тюмень»
ВК «Тюмень» включает в себя две женские команды — «Тюмень» (высшая лига «А») и «Тюмень-Прибой» (молодёжная лига) — и мужские команды «Тюмень» и «Тюмень»-2.
Директор ВК «Тюмень» — Роман Васильевич Фицак.

## Арена
В 2013—2016 домашние матчи «Тюмень»-ТюмГУ проводила в спортивном комплексе «Партиком». С 2016 домашней ареной команды стал спортивно-оздоровительный комплекс (СОК) «Здоровье». Адрес в Тюмени: улица Газовиков, 11.

## Сезон 2024—2025

### Переходы
- Пришли: А.Шишкина, Е.Соколова, К.Кашина, С.Бухановская (все — «Сахалин»).
- Ушли: М.Захаренко, Я.Дёмина, И.Лашук.

### Состав
| №  | Имя, фамилия        | Год рождения | Рост | Амплуа      | Гражданство |
| -- | ------------------- | ------------ | ---- | ----------- | ----------- |
| 4  | Дарья Самойлова     | 2003         | 176  | либеро      | Россия      |
| 5  | Кристина Кашина     | 2000         | 182  | нападающая  | Россия      |
| 7  | Вероника Меньщикова | 2003         | 176  | связующая   | Россия      |
| 8  | Вера Рабченюк       | 2005         | 192  | нападающая  | Россия      |
| 9  | Нина Девяткова      | 2003         | 190  | центральная | Россия      |
| 10 | Мария Бай           | 2003         | 184  | центральная | Россия      |
| 11 | Анастасия Абрамова  | 2006         | 179  | нападающая  | Россия      |
| 12 | Софья Кирикова      | 1995         | 188  | нападающая  | Россия      |
| 13 | Алиса Шишкина       | 2003         | 173  | связующая   | Россия      |
| 14 | Екатерина Соколова  | 1998         | 185  | нападающая  | Россия      |
| 15 | Юлия Котенёва       | 2005         | 190  | нападающая  | Россия      |
| 16 | Ева Шварц           | 2003         | 175  | либеро      | Россия      |
| 17 | Софья Бухановская   | 2004         | 184  | центральная | Россия      |
| 22 | Жанна Солонарь      | 2003         | 189  | нападающая  | Россия      |

- Старший тренер — Виталий Орлов.
- Тренер — Ольга Ескина.
- Тренер-статистик — Иван Варапаев.
- Начальник команды — Дмитрий Рыков